# Малий Ракитовець
Малий Ракитовець (словен. Mali Rakitovec) — поселення в общині Камник, Осреднєсловенський регіон, Словенія. Висота над рівнем моря: 856,4 м.